# Francouzský požár Prahy

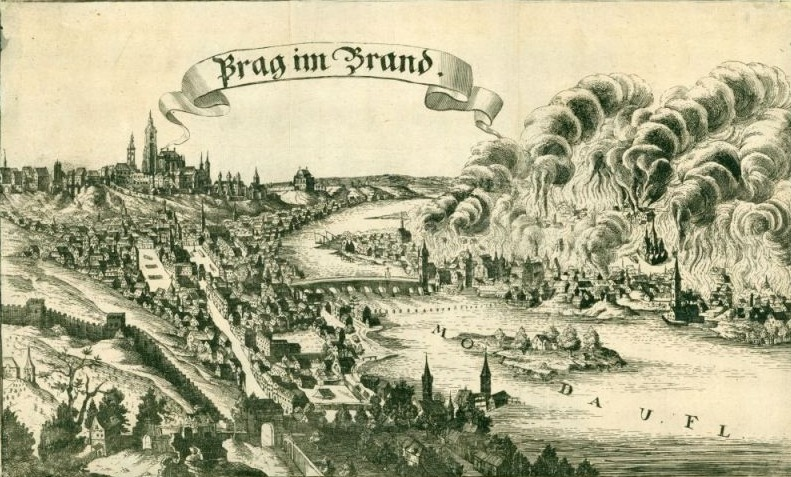
Francouzský požár Prahy

Francouzský požár Prahy postihl pražské Židovské město a severní části pražského Starého  a Nového Města 21. června 1689. Vzhledem k tomu, že Rakousko v té době bojovalo proti Francii Ludvíka XIV., požár byl přiřčen agentům Francie a někteří byli usvědčeni a popraveni. Třebaže teorie o záměrném zapálení koresponduje s dobovou francouzskou politikou, objevují se i názory, které francouzské zavinění zpochybňují. Požár bývá také označován za dosud historicky největší teroristický útok na Prahu.

## Politická situace

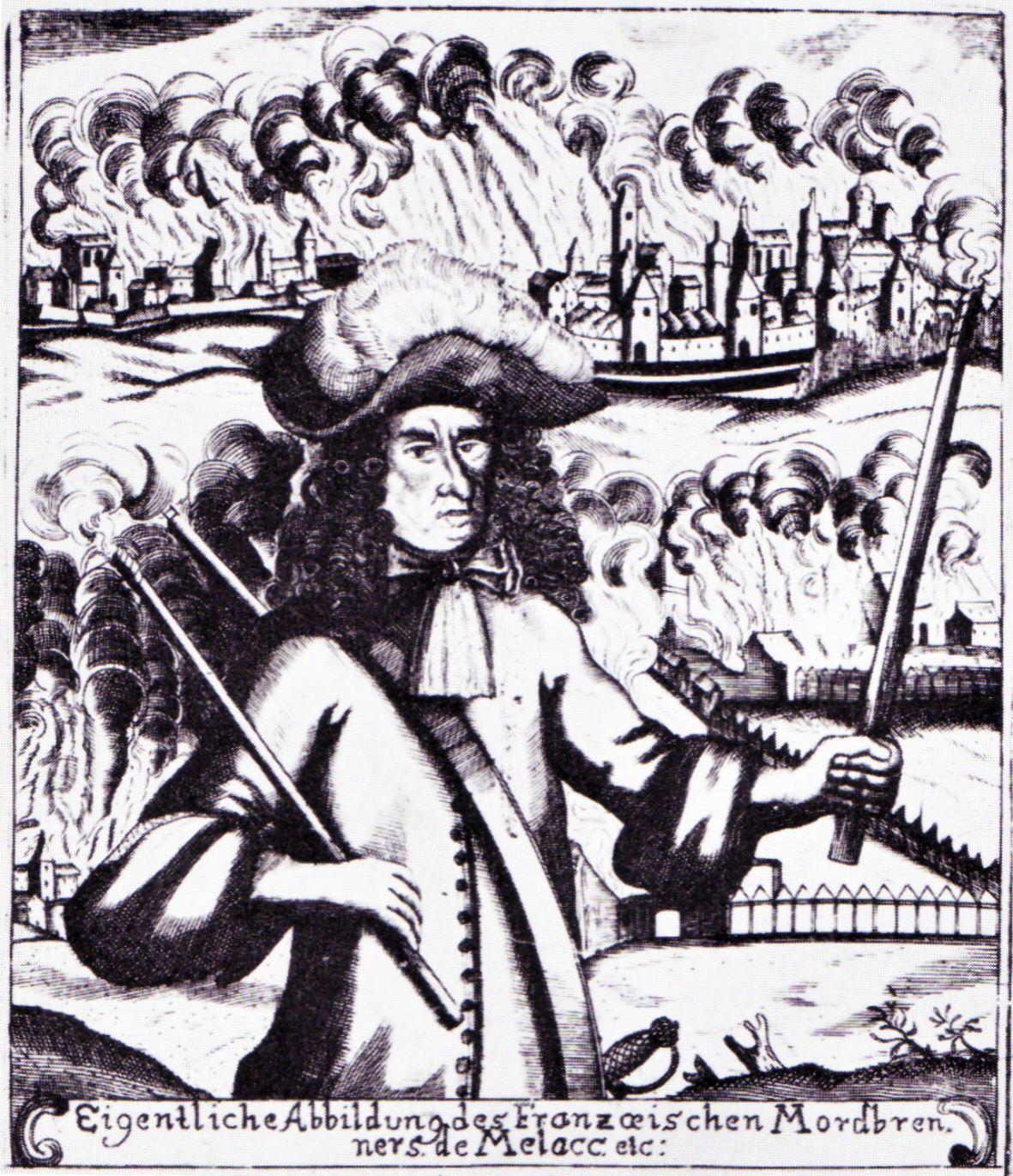
Generál Ezéchiel du Mas, Comte de Mélac, uváděný jako autor myšlenky vypalování protifrancouzských měst

Francie Ludvíka XIV. po francouzsko-nizozemské válce (1678) pokračovala v agresivní anexionistické politice podpořené quasiprávními podklady, která se projevila například ve válce reunií (1683–1684). Ludvík takto ovládl oblasti, které formálně patřily španělským Habsburkům a Svaté říši římské, například Alsasko, Štrasburk a Lucembursko a jejich blízké okolí. Jako trest za to, že Španělé mohli používat janovský přístav, bylo město Janov 12 dní bombardováno. Na rozkaz Ludvíka XIV. docházelo k tvrdým represím, které měly zastrašit a odradit nepřátele a udržet vládu v dobytých oblastech. Došlo také k vraždění civilního obyvatelstva, Ludvík nechal vypálit 20 vesnic jako odpověď na to, že Španělé zničili dvě stodoly na okraji území Francie. Ludvík také odmítl podpořit tehdejší Svatou alianci v boji proti Osmanům a dokonce Turky tajně podporoval. Obava z dalších francouzských akcí vedla v červenci 1686 císaře Leopolda I., některá říšská knížata, Španěly a Švédy k vytvoření obranného uskupení zvaného Augšpurská liga. V roce 1688 došlo ke sporům ohledně nástupnictví v kolínském arcibiskupství (arcibiskup kolínský byl zároveň jedním z říšských kurfiřtů, tedy velmi důležitá osoba) a Ludvík XIV. se toho rozhodl využít. Snažil se prosadit vlastního kandidáta a když to nevyšlo „po dobrém“, zvolil silové řešení. Vycházel z toho, že císař byl zatím ještě zaneprázdněn bojem s Osmanskou říší, a tudíž předpokládal, že nebude moci rychle reagovat. Předmětem dalšího Ludvíkova zájmu byla Rýnská Falc, kam se snažil prosadit jako dědičku svou švagrovou Alžbětu Šarlotu Falckou. 
Právě francouzskou snahou získat silou Falc začala nová válka, označovaná válka o falcké dědictví či devítiletá válka. V září 1688 vstoupila francouzská vojska o síle asi 30 000 mužů do říšského Porýní. Oblehla město Philippsburg a po více než měsíci ho dobyla. Francouzská armáda postupovala dál a v rychlém sledu dobývala jedno město za druhým včetně Mohuče. Francouzi nyní ovládali oblast Rýna od švýcarských hranic téměř až ke Koblenzi. Tato agrese zmobilizovala říšská knížata a císaře. Ten odvolal část vojsk z turecké fronty a spolu s knížaty začal formovat armádu. Ludvík XIV. a Louvois se rozhodli nestavět se na odpor a místo toho provést taktiku spálené země. Mezi prosincem 1688 a červnem 1689 zničili Francouzi asi 20 měst (mj. i Špýr, Mannheim a Worms) a množství menších osad. Ponechali si několik klíčových měst a právě na jejich znovuzískání se zaměřily tři armády, které Říše zformovala. Během léta a podzimu 1689 se jim podařilo dobýt na Francouzích např. Mohuč, Bonn a Kaiserswerth. 
Mezitím si katolický král Jakub II. Stuart znepřátelil většinu vlivných kruhů v Anglii a toho využil nizozemský místodržící a Jakubův zeť Vilém III. Oranžský, který se v listopadu 1688 vylodil v Anglii, v prosinci se stal hlavou dočasné vlády, v únoru 1689 byl prohlášen za krále a v dubnu se nechal spolu se ženou Marií korunovat. Jakub II. uprchl do Francie. Anglie se tak ze spojence Ludvíka XIV. stala jeho nepřítelem a spojencem Nizozemí, což Ludvík XIV. považoval za deklaraci války mezi Francií a Nizozemím. V květnu 1689 podepsali Nizozemci proti Francouzům ofenzivní dohodu s císařem Leopoldem I. a 17. května 1689 vyhlásila Anglie Francii válku. Ke konečnému zformování tzv. Velké aliance, kterou tvořil císař, Anglie a státy sdružené v Augšpurské lize, došlo do léta 1690. Ke koalici se připojili ještě vévodové lotrinský a savojský, kurfiřti bavorský a braniborský a své spojenectví znovu potvrdil španělský král. Švédové a Dánové však v roce 1691 z aliance vystoupili.
Francouzskému králi se kvůli jeho politice a kvůli barbarským zvěrstvům na dobytých územích přezdívalo „Turek Západu“. Po celém Německu a Rakousku, ale i v Čechách a na Moravě se vzmáhaly protifrancouzské nálady, Francouz se stal synonymem barbara.
Na podzim roku 1688 začala francouzská vojska vypalovat města v dnešním Německu – Heidelberg, Mannheim, Baden a mnohá další, a poté byl plán údajně rozšířen i na česká města. Cílem bylo vyvolat totální chaos. Jako autor této paličské myšlenky je uváděn Ludvíkův oblíbenec, generál Ezéchiel du Mas, Comte de Mélac.

## Průběh požáru
V Čechách bylo 21. června 1689 teplé a suché jaro a bylo větrno. Vzplál hostinec v domě U Černého orla v Kaprově ulici, vítr oheň rychle přenesl na  truhlářskou dílnu, ležící přes ulici. Kostelní zvony od svatého Valentina na Starém Městě vyzváněly poplach a lidé se sbíhali na pomoc. Vědra, která měla být podle platného požárního řádu naplněna vodou, však byla prázdná.
Vítr ale vál směrem k Vltavě, což uchránilo Nové Město. Požáru podlehly například Nové Mlýny, domy v dnešní ulici Na Poříčí, v Dušní, včetně Petrské čtvrti. Požár trval čtyřiadvacet hodin. Při požáru shořelo mimo jiné 766 obytných domů (z toho 318 židovských), šest kostelů a klášterů,. deset synagog, novoměstské obecní mlýny s pilou a vodárnou. Zemřelo 150–174 Židů, většina zřejmě v jedné ze synagog, v níž hledali záchranu i se svými cennostmi. Obětí mezi křesťany bylo méně, zřejmě v řádech pár desítek. Kostelu svatého Jakuba na Starém Městě, který byl nejvyšším gotickým kostelem na Starém Městě, se zřítila klenba.

## Organizace požáru
Již před velkým pražským požárem se v dobových letácích upozorňovalo na nebezpečí působení francouzských agentů, respektive českých agentů ve francouzských službách, a těm byly připisovány i jiné požáry českých měst.
Okamžitě se rozšířily názory, že tak rozsáhlý požár nemohl vzniknout náhodou, a mezi Židy převládl názor, se k nim oheň nerozšířil z Kaprovy ulice, ale vypukl na zcela jiném místě jejich města. Pražské noviny Ordinari Post Zeitungen den po požáru barvitě líčily, jak barbarsky si počínali francouzští vojáci při vypálení německého Špýru. Objevily se případy napadení domnělých viníků i snahy o jejich lynčování. Pražský Apelační soud 1. července 1689 v listě císaři hlásí, že Prahu nepochybně zapálili Francouzi, jeden byl zadržen a k činu se přiznal. S největší pravděpodobností se jedná o Benedikta Dureze, Francouze pocházejícího z blízkosti Lyonu, z nějž bylo přiznání vynuceno na mučidlech a již 29. června byl popraven. Podobně bylo usvědčeno a popraveno i několik dalších francouzských žhářů. Procesem s francouzskými paliči se zabýval mimo jiné rada apelačního soudu Václav Jan Rosa, zemřel však ještě před skončením procesu. 
Podle historika Josefa Svátka francouzský ministr války Louvois usiloval o to, aby i přední česká města byla sežehnuta podobně jako falcká a porýnská, aby tak císař Leopold I. byl zbaven prostředků k vedení války, a protože tuto úlohu nemohlo plnit francouzské vojsko, Louvois za tímto účelem vysílal do Čech tlupy najatých žhářů, které verboval z řad válečných zajatců. Prvním krokem mělo být dobytí opevněného porýnského města Filipsburk v roce 1688, kde Francouzi zajali císařskou posádku včetně několika set mužů pěšího pluku svob. pána z Eaisersteinu, který v posledních dvou letech doplnil své řady verbováním v Jižních Čechách. Této okolnosti využil velitel filipsburské posádky plukovník Pirrol, který na základě rozkazu generála Melaca české zajatce za dobrou mzdu najal k zakládání ohňů po městech v Čechách. Jako zakladatel požáru je uváděn Vavřinec Procházka, voják zmíněného pluku, který k paličské úloze přemluvil ostatní spolupracovníky. Podle Svátka to vnímali jako mstu za to, že od rakouského vojska nedostávali sjednaný žold. Do čela tlupy 30 najatých paličů se měl postavit jakýsi setník Sedmihradský. Ke své činnosti byli vybaveni třaskavými granáty s doutnáky a zásobou zápalných látek. Podobných tlup bylo údajně vypraveno během jara roku 1689 z Filipsburku  do Čech ještě několik, celkem kolem 150 najatých paličů. Dalšími pražskými paliči měli být Benedikt Durez, Martin Remiš a Matěj Sobinský.
Do Prahy podle Svátka hlavní sbor žhářů přišel koncem měsíce května Strahovskou bránou zcela veřejně, oděn v uniformy pluku Kaisersteinského, a vzbuzoval zdání, že jako oddělení císařské pěchoty přicházejí do města verbovat nováčky. Setník Sedmihradský se přitom prokázal padělanými listinami a současně odevzdal veliteli vojenské stráže v bráně zapečetěný list adresovaný místodržícím na Pražském hradě. Svoji základnu měli v zájezdním hostinci „U tří zvonků“ v Mostní ulici na Malé straně, který byl v držení jakéhosi Francouze. Druhého dne setník Sedmihradský převedl několik mužů, včetně Vavřince Procházky, na Staré město do hostince „u černého orla" v Kaprové ulici, kde je ubytoval. Ostatní se rozešli po třech až čtyřech mužích po jiných hospodách a po příbytcích. Sám Sedmihradský se pak vrátil ke „třem zvonkům“, kde s ním zůstali pouze tři muži, aby tam ve sklepě vyráběli nové granáty a prachové patrony. Několik dnů poté přesídlil k Maxmiliánu Septierovi, rovněž původem Francouzovi, do sousedního domu, kde se francouzská komunita často scházela, aby pitkami tajně oslavovala vítězství francouzského krále. Po třech týdnech příprav pak Sedmihradský rozhodl, aby nejdříve byly spáleny Staré a Nové město, kde na starobylých domech bylo ještě mnoho dřevěných střech. Každému ze žhářů bylo vykázáno několik ulic a naznačeny domy, kde 
nejdříve měly být metány granáty a zápalné patrony na dřevěné střechy, do kolen a skladišť ve dvorech, do otevřených sklepů atd. Obecní a zemské úřady přitom vůbec nezaregistrovaly příchod tak velkého počtu podezřelých cizích lidí do pražských měst ani jejich záměry. K rozšíření požárů přispěla vedra a sucha i nedostatečnost a neorganizovanost tehdejšího hasičství.
Na den 21. červen bylo ohlášeno veřejné spálení utajeného listu, který byl adresován pražskému místodržícímu a v němž generál Melac císaři oznamoval, že se svým vojskem vtrhne do Čech a francouzský dauphin bude korunován na českého krále. Text dopisu byl před veřejností utajen a kolovaly o něm různé pověsti. Dopis měl být na císařův rozkaz veřejně spálen katem na staroměstském rynku. Tato exekuce přilákala tisíce lidí a setník Sedmihradský zapálení dopisu se svými spiklenci smluvil jako signál k tomu, aby i oni začali zapalovat podle připraveného plánu. Jak údajně později vypověděl jeden ze svědků, náčelník žhářů v té chvíli zvolal: „Tento malý oheň udělá oheň veliký!“ a na tento pokyn se spiklenci rozešli z náměstí do svých tajných příbytků pro granáty a rozeběhli se na určená místa v pražských ulicích, aby založili požár.
Josef Svátek ve svých Dějinách Čech a Moravy uvádí, že v měsících dubnu a květnu 1689 lehla popelem města Klatovy, Hořovice, Trutnov, Broumov a některá menší města a byly zde nalezeny zápalné látky a granáty se střelným prachem, které nasvědčovaly úmyslnému zapálení. Historik Petr Čornej se však domnívá, že v těchto případech je těžko říct, zda je to dílo nějakých profesionálních agentů nebo zda to byla nešťastná náhoda.
Existují i názory, že celé francouzské spiknutí byla v případě Prahy fikce, tedy že si Vavřinec Procházka svou výpověď pod nátlakem výslechů vymyslel či mu byla vyšetřovateli podsunuta (jsou doklady o tom, že své výpovědi účelově měnil), či například úvahy, jestli nešlo jen o dobovou protifrancouzskou hysterii, jíž se chytlo pár psychopatických pyromanů. V ortelních knihách pražského apelačního soudu jsou pouze čtyři odsouzení: Benoit Durez (žhářství, upálen), Matěj Sobinský (žhářství na venkově, upálen), Vavřinec Procházka (žhářství v Praze, upálen), Václav Pechovský (s mírným časovým odstupem – nedbalost s ohněm u Černého orla, pranýř). Další zatčení byli dva a oba byli osvobozeni (kpt la Fleur, jaro 1690, Maxmilian Septier, vězněn 1689–1691). Zbývající paličské kauzy let 1689–1690 byly došetřené jako s ohněm v červnu 1689 nesouvisející. Důvěryhodnost tehdejšího apelačního soudu je zpochybněna i tím, že o pět let později polovina jeho členů evidentně zmanipulovala proces Šimona Abelese.

## Obnova měst
Židé si navzdory protestům řady úřadů a křesťanských obyvatel prosadili obnovení Židovského města v původní podobě. Staroměstský magistrát se neúspěšně pokusil zničení Židovského města využít k úplnému vystěhování pražského židovstva za hradby. 
Francouzský požár hrál významnou roli při přerodu této části Prahy z gotické do barokní podoby.

## Dějepisné a literární ohlasy
Událost měla ohlas i v beletrii a literární fikci. Historik Josef Svátek si pro svou beletristickou knihu již v 19. století vymyslel[zdroj⁠?!] vnuka kata Mydláře, který se měl na požáru též podílet a poté skončil na popravišti. 
Tuto legendu převzal i Otomar Dvořák do románu Hořící lilie. Kniha Hořící lilie, vydaná v roce 2007, byla inspirovaná postavou Vavřince Procházky, zvaného Ohnivý Vavřinec, sirotka a pasáka prasat, který se, ač ženatý a se třemi dětmi, nechal naverbovat na vojnu a byl odvelen na rýnskou hranici, kde upadl do francouzského zajetí. Vychází z dochovaných záznamů jeho výpovědí pří výslechu, že řada českých zajatců byla ve francouzském zajetí vycvičena k záškodnickým činům jako profesionální paliči, kteří potom přišli do Čech s cílem způsobovat neštěstí. Skupinu teroristů, složenou z českých Čechů a Němců, měl vycvičit císařský důstojník, setník Jiří Sedmihradský, odborník na výbušniny a rovněž někdejší zajatec. Údajně využívali speciální zápalnou směs, tvořenou smísením střelného prachu, síry, ledku a dřevěného uhlí, která byla špatně hasitelná vodou. Od jara 1689 bylo do Čech údajně postupně vysláno na 150 záškodníků, kteří byli často převlečeni za žebráky, mnichy, kněze, vojenské vysloužilce či bývalé zajatce.
Archivářka Jana Pažoutová věnovala události v roce 2011 knihu, která se zabývá mimo jiné nedokonalostí dobové požární ochrany, rolí židů v událostech či jejich literárnímu ohlasu.